# Daman (stad)
Daman is een stad aan de westkust van India. Het is de hoofdstad van het unieterritorium Dadra en Nagar Haveli en Daman en Diu en het bestuurscentrum van het gelijknamige district Daman. De stad telt 35.743 inwoners (2001).

## Geschiedenis
De stad ligt aan de Golf van Khambhat bij de Arabische Zee en heeft 450 jaar deel uitgemaakt van de Portugese kolonie te India. In het gebied wordt vooral Gujarati gesproken, Portugees wordt er steeds minder gesproken.

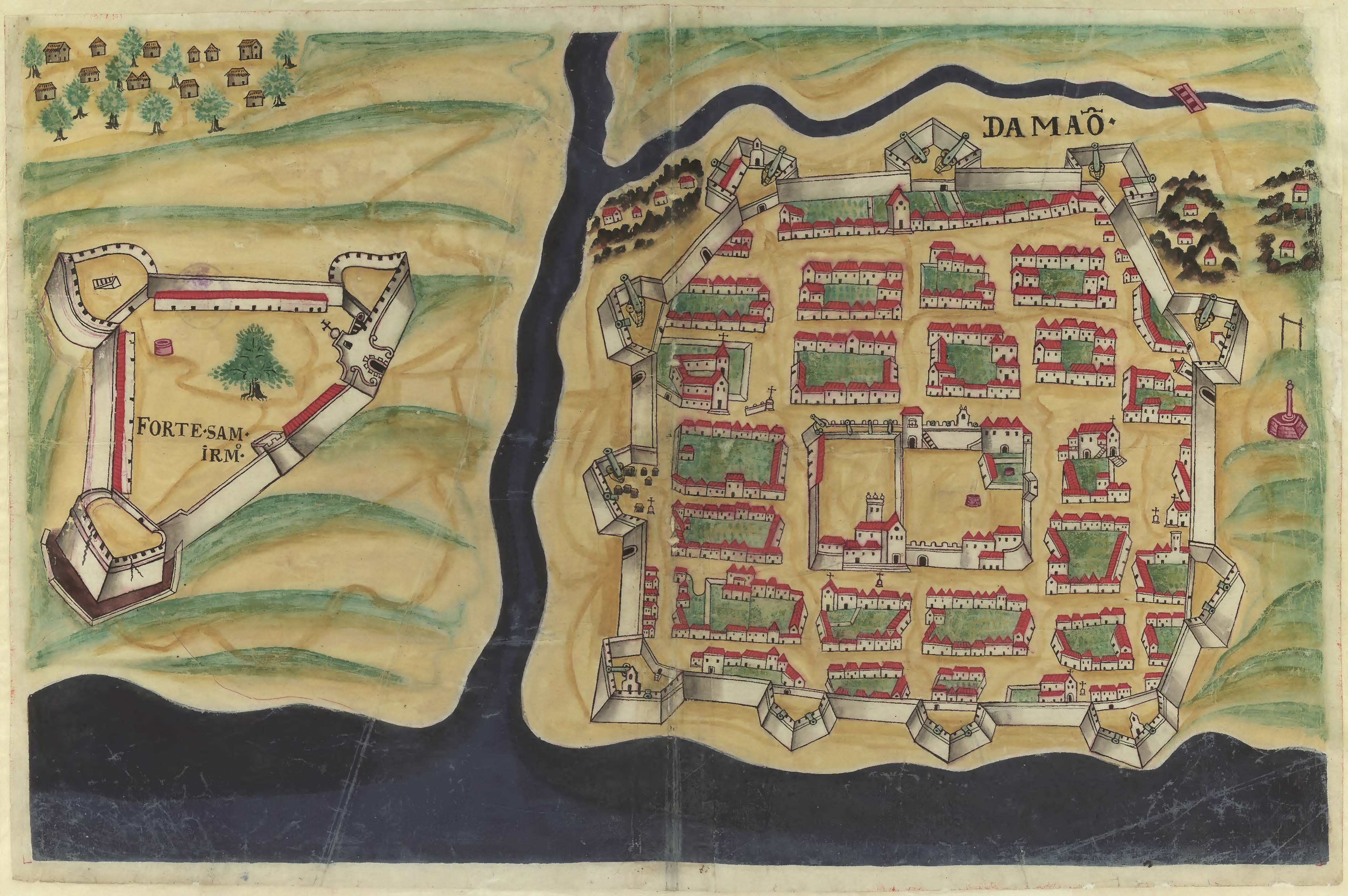
De forten van de Portugese kolonie Damão
(1635)

## Ligging
Daman ligt 175 kilometer ten noorden van de metropool Mumbai en ongeveer 110 kilometer ten zuiden van Surat.

## Economie
De voornaamste bezigheid is visserij, hoewel er ook industrieën in de stad gevestigd zijn.

## Bezienswaardigheden
- Fort van Moti Daman
- Nani Daman Fort (Jeronimo fort)
  - Katholieke kerk St Jerome - Our Lady of the Sea
- Jain Tempel
- Katholieke kerk Bom Jesus
- Daman Freedom Memorial

### Natuur
- Jampore strand
- Devka strand

## Galerij

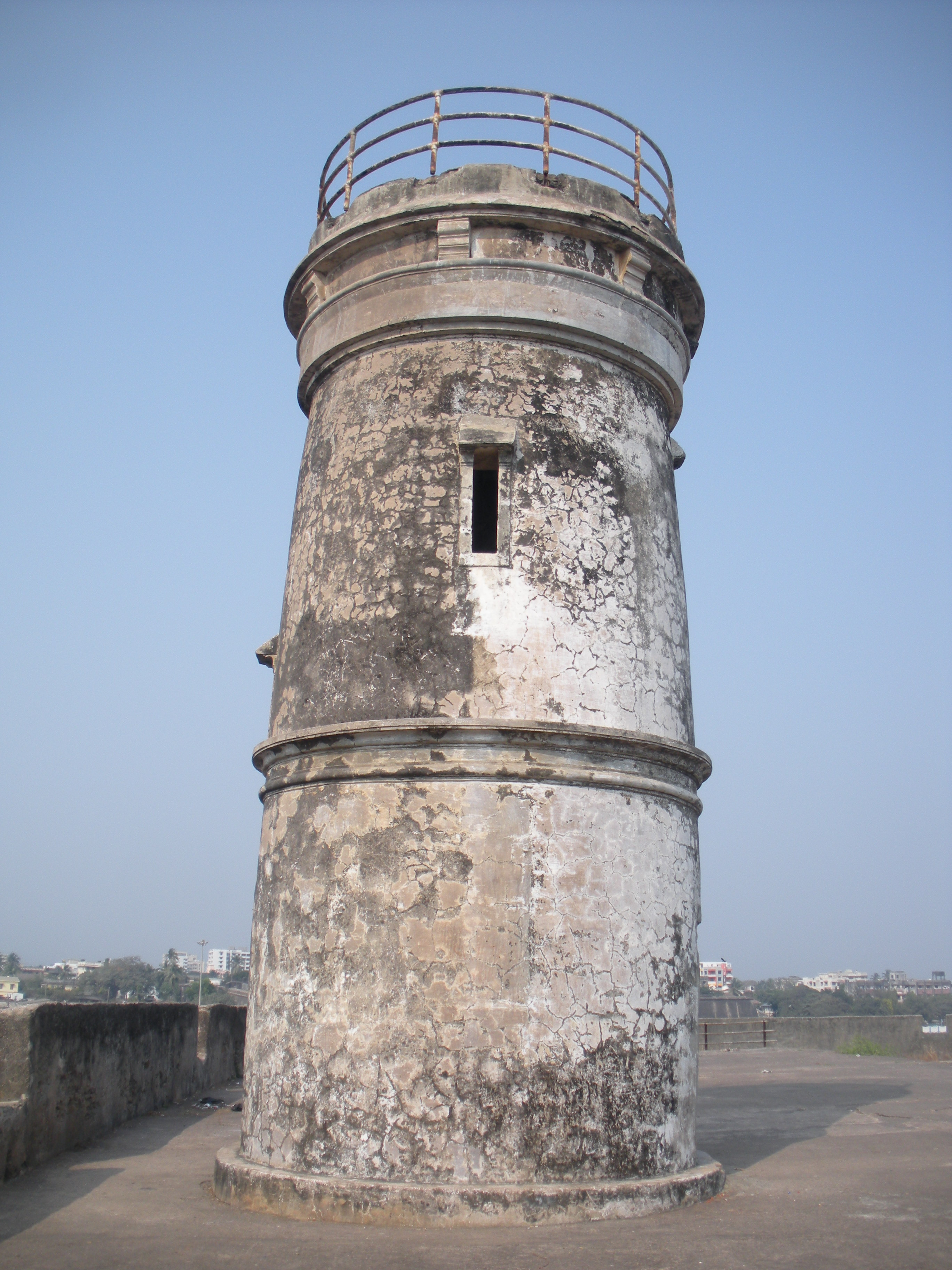
Vuurtoren en wachttoren van het fort Moti Daman
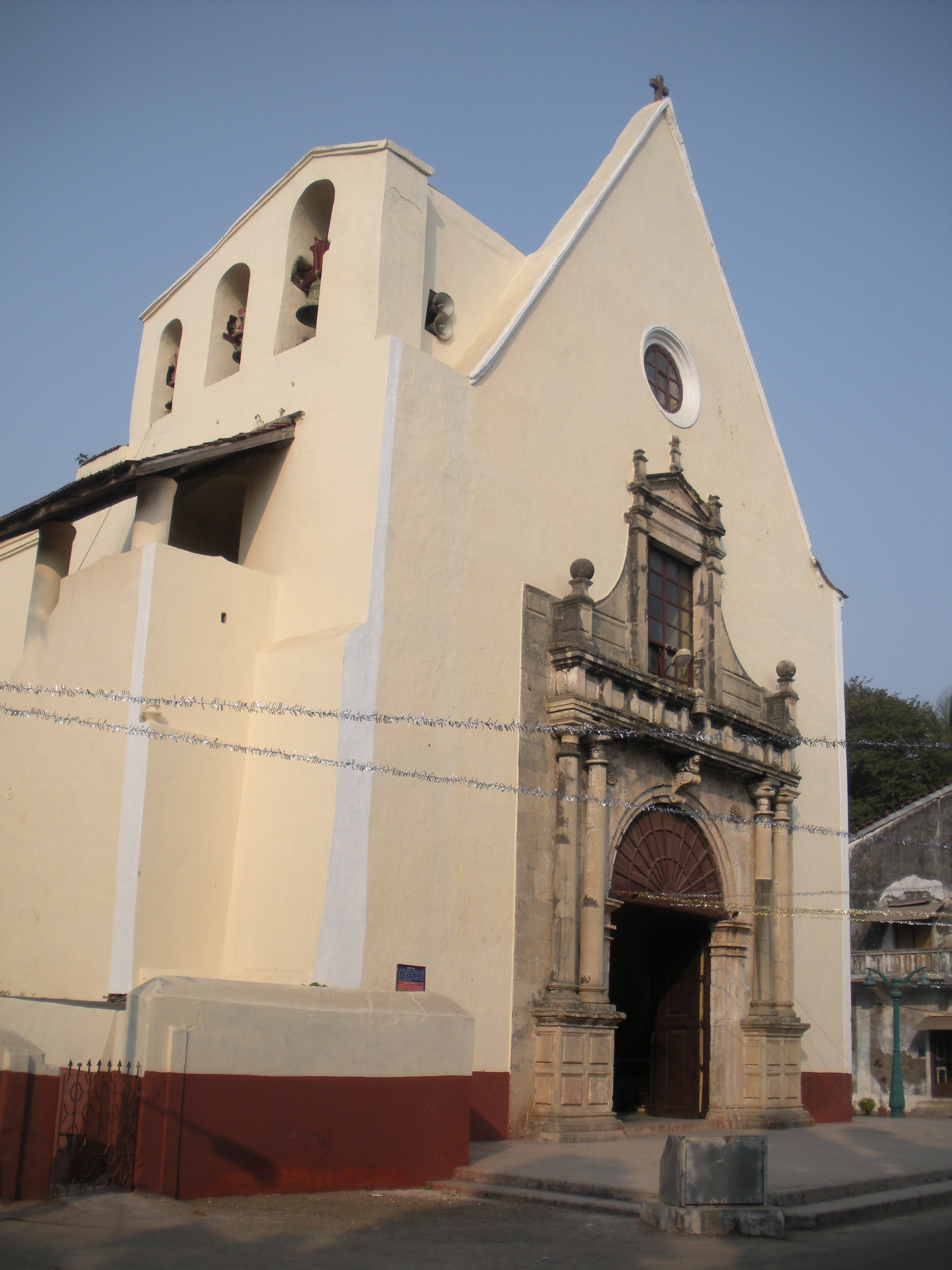
Katholieke kerk Bom Jesus, net buiten de vesting
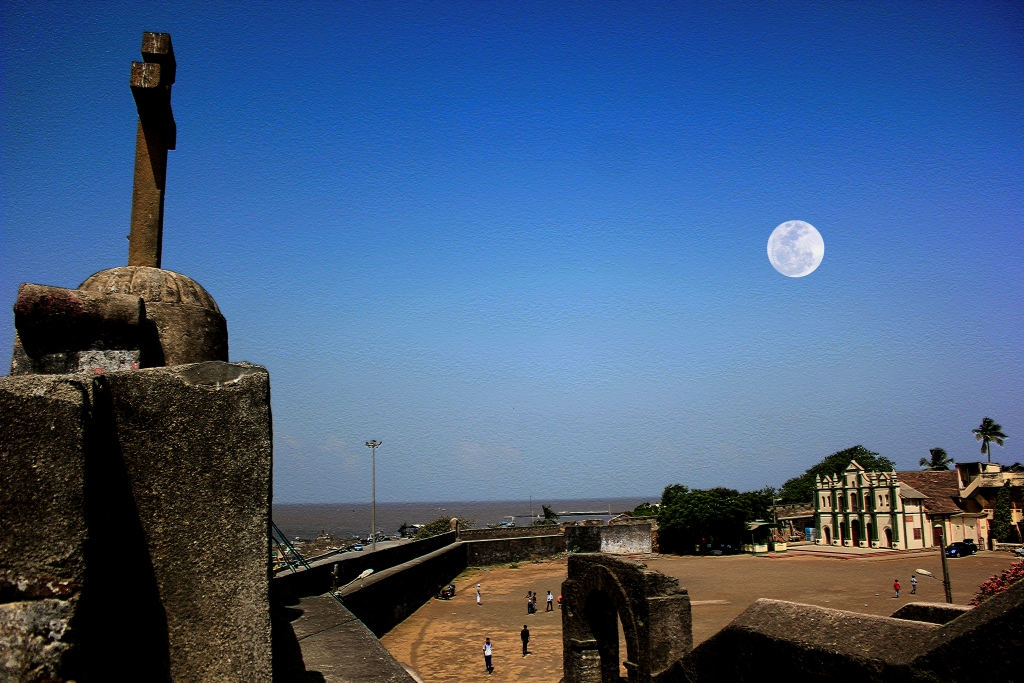
Nani Daman fort met de Katholieke kerk St Jerome
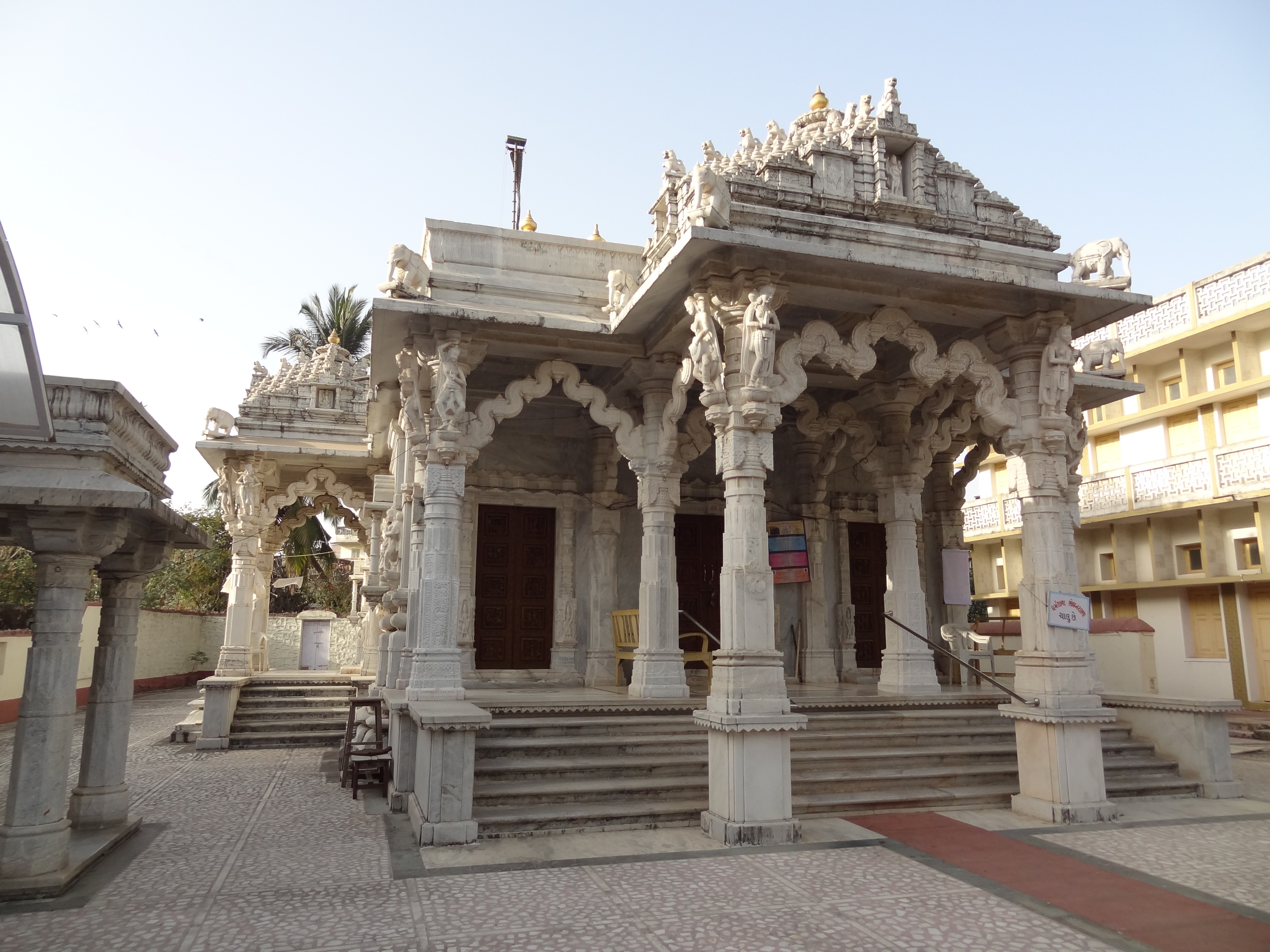
Jain tempel